# نیروی نهایی
نیروی نهایی (به انگلیسی: Ultimate Force) یک سریال اکشن بریتانیایی محصول ۲۰۱۰–۲۰۰۵ است است که از شبکهٔ آی‌تی‌وی پخش می‌شد.

## بازیگران

### اعضای اصلی ارتش سرخ
| شخصیت                                      | بازیگر              | حضور                      | یادداشت                                                                                    |
| ------------------------------------------ | ------------------- | ------------------------- | ------------------------------------------------------------------------------------------ |
| گروهبان هِنری 'هنرو' جاروی                  | راس کمپ             | فصل ۱–۴                   | عضو ارتش سرخ و تنها شخصیتی که در تمام اپیزودها حضور داشت.                                  |
| سرجوخه لوئیس هافمن                         | کریستوفر فاکس       | فصل ۱ اپیزود ۳ فصل ۲ تا ۴ | در اپیزود ۳ فصل ۱ به ارتش سرخ پیوست و از فصل ۲ یکی از اعضای اصلی شد.                       |
| نظامی جیمی داو                             | جیمی دراون          | فصل ۱–۲                   | در عملیات کشته شد.                                                                         |
| سرجوخه (فصل ۱)، گروهبان (فصل۲) پیت توامبلی | تونی کورران         | فصل ۱ و ۲                 | در عملیات کشته شد.                                                                         |
| سرجوخه ریکی مان                            | دنی سپانی           | فصل ۲–۱                   | در عملیات کشته شد.                                                                         |
| نظامی بکا گالاگر                           | هدر پیس             | فصل ۴–۳                   | در اپیزود اول فصل ۳ به ارتش سرخ پیوست.                                                     |
| سرجوخه داو ولستون                          | لوئیس دکوستا جانسون | فصل ۴–۳                   | در اپیزود اول فصل ۳ به ارتش سرخ پیوست.                                                     |
| سرجوخه جم پوینتون                          | الیوت کوان          | فصل ۱-فصل ۲ اپیزود ۱      | توسط نیروی ویژهٔ فرانسه در عملیات کشته شد.                                                  |
| سرجوخه الکس لئونارد                        | سندهیل رامامورثی    | فصل ۱                     | در پایان فصل یک ارتش را ترک کرد (با توجه به مرگ برادرش در اپیزود اول)                      |
| سرجوخه اد دویر                             | لیام گاریگان        | فصل ۳                     | در اپیزود اول فصل ۳ به ارتش سرخ پیوست. در عملیات فصل ۳ کشته شد و در فصل ۴ به خاک سپرده شد. |
| سرجوخه فین یانگر                           | جیمی میچی           | فصل ۴                     | در اول فصل ۴ به ارتش سرخ پیوست.                                                            |

### افسرها
| شخصیت                 | بازیگر         | حضور                | یادداشت                                             |
| --------------------- | -------------- | ------------------- | --------------------------------------------------- |
| کلنل آدام دمپسی       | مایلز آندرسون  | فصل ۱–۴             | افسر فرماندهٔ ارتش سرخ در تمام ۴ فصل                 |
| کاپیتان کارولین والش  | الکس رید       | فصل ۱–۲             | منصوب شده توسط کلنل دمپسی                           |
| کاپیتان دُستی دونهی    | جیمی بامبر     | فصل ۱-فصل۲ اپیزود ۱ | بعد از جریان شکست با نیروی ویژهٔ فرانسه، استعفا داد. |
| کاپیتان ایان مکالواین | ریچارد آرمیتاژ | فصل ۲ اپیزود ۲ و ۶  | جایگزین فرمانده ارتش سرخ                            |
| کاپیتان پاتریک فلمینگ | سم کالیس       | فصل ۴               | فرماندهٔ ارتش سرخ                                    |

### کروات ام آی ۵
| شخصیت        | بازیگر       | حضور  | یادداشت                                       |
| ------------ | ------------ | ----- | --------------------------------------------- |
| ۵۰۰ باکس     | توبیاس منزیس | فصل ۱ | به فصل ۲ بازنگشت و پرو بانکس جانشین او شد.    |
| پرو بانکس    | لوسی آکورست  | فصل ۲ | به فصل ۳ بازنگشت و کتی کرامپتون جانشین او شد. |
| کتی کرامپتون | هانا یلاند   | فصل ۳ | به فصل ۴ بازنگشت و جانشینی نداشت.             |

### دیگر بازیگران
| شخصیت             | بازیگر       | حضور               | یادداشت                                             |
| ----------------- | ------------ | ------------------ | --------------------------------------------------- |
| گروهبان جانی بل   | کریس رایان   | فصل ۱              | ارتش آبی SNCO                                       |
| گروهبان شین اسمیت | درک هورن     | فصل ۲ و ۳          | ارتش آبی SNCO (از اپیزود ۵ فصل ۲ تا پایان فصل ۳)    |
| نظامی سم لئونارد  | آنتونی هارول | فصل ۱ اپیزود ۱     | عضو ارتش سرخ (کشته شده در عملیات)                   |
| سرجوخه میک شارپ   | لاورنس فاکس  | فصل ۱ اپیزود ۳ و ۶ | برای یک عملیات در فصل ۱ اپیزود ۶ به ارتش سرخ پیوست. |
| لورا توامبلی      | جکی موریسون  | فصل ۱ و ۲          | همسر رنج کشیدهٔ پیت توامبلی                          |

## فروش
فروش فصل اول دی وی دی نیروی نهایی در بریتانیا در سال ۲۰۰۵ به ۷۰۰۰۰۰ دلار رسید. پس از انتشار فصل دوم، این سریال در نمودار ۱۰ فیلم برتر تلویزیون قرار گرفت. نیروی نهایی نیز در ۱۲۰ کشور اعم از اروپا به جنوب شرقی آسیا، پخش شده‌است.